# Titanova skupina
4. skupina periodnega sistema elementov ali titanova skupina vsebuje elemente titan (Ti), cirkonij (Zr), hafnij (Hf) in raderfordij (Rf). Skupina spada v blok d periodnega sistema, se pravi k prehodnim kovinam. V naravi najdemo titan, cirkonij in hafnij.
Prvi trije elementi 4. skupine imajo podobne lastnosti. Pri standardnih pogojih so vsi trije trde refrakcijske kovine, izjemno odporne na toploto in obrabo. Četrti elelement, raderfordij, je neobstojen in je bil proizveden umetno. Vsi njegovi izotopi so radioaktivni.
V 8. periodo 4. skupine bi spadal element unpentkvadij (Upq), katerega še niso poskusili sintetizirati in ga v bližnji prihodnosti verjetno tudi ne bodo.

## Lastnosti

### Fizikalne lastnosti
Nekatere fizikalne lasnosti elementov titanove skupine so zbrane v naslednji preglednici.
| Ime            | Titan            | Cirkonij         | Hafnij           | Raderfordij |
| -------------- | ---------------- | ---------------- | ---------------- | ----------- |
| Tališče        | 1941 K (1668 °C) | 2130 K (1857 °C) | 2506 K (2233 °C) | ?           |
| Vrelišče       | 3560 K (3287 °C) | 4682 K (4409 °C) | 4876 K (4603 °C) | ?           |
| Gostota        | 4.507 g·cm−3     | 6.511 g·cm−3     | 13.31 g·cm−3     | ?           |
| Videz          | srebrno kovinski | srebrno bel      | srebrno siv      | ?           |
| Atomski polmer | 140 pm           | 155 pm           | 155 pm           | ?           |

### Kemijske lastnosti
Večina kemije elementov 4. skupine se je preučevala samo na prvih treh elementih. Kemija raderfordija je slabo poznana, zato se večina navedenih lastnosti nanaša samo na prve tri elemente. Ti elementi so reaktivne kovine z visokimi tališči (1668 °C, 1855 °C in 2233 °C). Njihova reaktivnost ni vedno prepoznavna zaradi hitrega tvorjenja stabilnega oksidnega sloja, ki preprečuje potek reakcij. Oksidi TiO2, ZrO2 in HfO2 so bele trdnine z visokimi tališči, odporne proti večini kislin.
Vsi trije elementi so štirivalentne prehodne kovine in tvorijo več anorganskih spojih, večinoma v oksidacijskem stanju +4. Odporni so na koncentrirane alkalije, reagirajo pa s halogeni in tvorijo tetrahalide, na primer TiCl4. Pri višjih temperaturah reagirajo s kisikom, dušikom, ogljikom, borom, žveplom in silicijem. Zaradi lantanoidne kontrakcije elementov 5. periode imata cirkonij in hafnij skoraj enaka ionska polmera: Zr+4 79 pm in Hf+4 78 pm.
Zaradi te podobnosti imata tudi skoraj povsem enake kemijske lastnost in tvorita tako podobne kemijske spojine, tako da se ju na kemičen način ne da ločiti. Loči se ju lahko samo na osnovi različnih fizikalnih lastnosti, predvsem tališča, vrelišča in topnosti v topilih.

## Zgodovina
Titan in cirkonij sta relativno pogosta elementa in so ju odkrili že v poznem 18. stoletju, medtem ko so hafnij odkrili šele leta 1923, delno tudi zaradi njegove redkosti. Glavni razlog za njegovo pozno odkritje je njegova izredna kemična podobnost s cirkonijem, saj so vsi vzorci cirkonija in njegovih spojin, ki so jih kemiki preučevali v zadnjih dvesto letih, vsebovali tudi znatne količine hafnija.
Titan so v letih 1791 do 1795 neodvisno drug od drugega odkrili William Gregor, Franz Joseph Müller and Martin Heinrich Klaproth. Ime mu je dal Klaproth po Titanih iz grška mitologije. Klaproth je leta 1789 v mineralu cirkonu (ZrSiO4) odkril tudi cirkonij in ga poimenoval po že poznanem mineralu Zirkonerde (ZrO2).
Hafnij je že leta 1869 predvidel Mendelejev v svojem periodnem sistemu elementov. Henry Moseley je leta 1914 z rentgensko spektroskopijo ugotovil, da je njegov jedrski naboj enak 72 in ga je umestil med že poznana elementa lantan in tantal. Dirk Coster in Georg von Hevesy sta bila prva, ki sta novi element iskala v cirkonijevih rudah. Odkrila sta ga leta 1923 in potrdila Mendelejevo predvidevanje iz leta 1869.
Raderfordij so odkrili leta 1966 na Združenem inštitutu za jedrske raziskave (Объединённый институт ядерных исследований) v Dubni v tedanji Sovjetski zvezi. Raziskovalci so obstreljevali 242Pu s pospešenimi ioni 22Ne. Nastale produkte so z ZrCl4 pretvorili v kloride, katere so nato ločili z gradientno termokromatografijo:
{\displaystyle _{94}^{242}{\textrm {Pu}}+_{10}^{22}{\textrm {Ne}}\rightarrow _{104}^{264-x}{\textrm {Rf}}\rightarrow _{104}^{264-x}{\textrm {RfCl}}_{4}}
Raderfordiju naj bi sledil element unpentkvadij, vendar njegova sinteza trenutno še ni v nobenem načrtu za bližnjo prihodnost. Element spada v 8. periodo, v kateri niso odkrili še nobenega elementa, najbrž tudi zaradi kapljične nestabilnosti, ki omogoča obstoj samo nižjih elementov 8. periode.

## Proizvodnja
Proizvodnja čistih kovin je zaradi njihove reaktivnosti težavna. Za proizvodnjo uporabnih kovin je treba v proizvodnem procesu preprečiti nastajanje oksidov, nitridov in karbidov, kar se doseže po Krollovem postopku. V tem postopku se kovinski oksidi obdelajo z ogljikom (koks) in klorom, tako da nastanejo kovinski kloridi. Nastali kloridi se nato z magnezijem reducirajo v čiste kovine in magnezijev klorid.
Pri proizvodnji titana se ilmenit (FeTiO3) v obločni peči reducira s koksom, tako da nastaneta tekoče železo, ki se zbira na dnu peči in se občasno izlije, in rutil (TiO2):
FeTiO3 + C  →  Fe + TiO2 + CO
Nastali titanov dioksid se pri temperaturi 750-1000 °C s koksom reducira do titana in istočasno obdela s klorom, tako da nastane titanov(IV) klorid:
TiO2 + 2C + 2Cl2  →  TiCl4 + 2CO
S frakcionirno destilacijo se iz nastalih reakcijskih produktov izolira čisti TiCl4, ki se zatem v inertni atmosferi helija ali argona reducira z magnezijem do kovinskega titana:
TiCl4 + 2Mg  →  Ti + 2MgCl2
Kovine se dokončno rafinirajo po postopku, ki sta ga razvila Anton Eduard van Arkel in Jan Hendrik de Boer. Kovine v zaprti posodi pri temperaturi nad 500 °C reagirajo z jodom, tako da nastanejo kovinski(IV) jodidi:
M + 2I2  →  MI4
Nastali jodidi pri temperaturi okrog 2000 °C na volframovih vlaknih razpadejo na kovine in elementarni jod:
MI4  →  M + 2I2

## Nahajališča
Vsebnost elementov 4. skupine v zemeljski skorji z naraščajočim vrstnim številom pada. Titan je z deležem 6320 ppm sedmi najbolj pogosti element. Cirkonija je 162 ppm, hafnija pa samo 3 ppm.
Vsi trije stabilni elementi se pojavljajo v težkih mineralnih peščenih rudnih depozitih, predvsem v obalnih naplavinah, v katerih so se skoncentrirali zaradi velike gostote zrn. Zrna so nastala z erozijo mafičnih in ultramafičnih kamnin. Najpogostejša titanova minerala sta njegova dioksida anatas in rutil (TiO2). Najpogostejši cirkonijev mineral je cirkon (ZrSiO4). Zaradi kemične podobnosti je v cirkonu do 5% cirkonija zamenjanega s hafnijem.
Največji proizvajalci elementov 4. skupine so Avstralija, Republika Južna Afrika in Kanada.

## Uporaba
Kovinski titan in njegove zlitine so zelo uporabne zaradi odpornosti proti koroziji, toplotne stabilnosti in majhne gostote. Cirkonij in hafnij se zaradi svoje korozijske obstojnosti uporabljata predvsem v jedrskih reaktorjih. Cirkonij ima zelo majhno, hafnij pa zelo veliko sposobnost absorbiranja termičnih nevtronov, zato se cirkonij, predvsem njegove zlitine, uporablja za izdelavo oklepov gorivnih palic v jedrskih reaktorjih, medtem ko se hafnij zaradi svojih absorbcijskih sposobnosti uporablja za izdelavo kontrolnih palic.
Manjše količine hafnija in cirkonija se uporabljajo v superzlitinah za izboljšanje njihovih lastnosti.

## Biološka nahajališča
Za elemente 4. skupine ni znano, da bi bili vključeni v biokemijo katerega živega organizma. Vsi elementi so refraktorne kovine, slabo topne v vodi in težko dostopne za biosfero. Titan je ena redkih kovin iz prve vrstice bloka d periodnega sistema, ki nima poznane biološke vloge. Raderfordij je zaradi svoje radioaktivnosti zelo toksičen za žive celice.

## Varnost
Titan ni toksičen celo v velikih odmerkih in ne igra nobene naravne vloge v človeškem organizmu. Cirkonijev prah je lahko dražilen, vendar zahteva medicinsko pomoč samo pri stiku z očmi. OSHA (Uprava za zdravje in varnost pri delu) za cirkonij priporoča kot dopustno mejno koncetracijo za dolgotrajno izpostavljenost 5 mg/m3, za kratkotrajno ipostavljenost pa 10 mg/m3. Podatki o toksičnosti hafnija so zelo pomanjkljivi.